# Mykobakterioza ryb
Mykobakterioza ryb, gruźlica ryb (mycobacteriosis) – jedna z najniebezpieczniejszych chorób ryb akwaryjnych. Choroba wywoływana jest przez kwasooporne pałeczki z rodzaju mycobacterium najczęściej występujące u ryb ciepłolubnych. Mykobakterioza występuje w wodach słodkich jak również w wodach słonych.

## Występowanie
Są to drobnoustroje 1-12 µm długości, i 0,3-0,7 µm szerokości. Występuje najczęściej w hodowli akwariowej. Może atakować różne gatunki ryb. Choroba ta została potwierdzona u ryb słodkowodnych i morskich. Najbardziej wrażliwe na tę chorobę są gatunki należące do rodzin, Cichlidae, Cyprinidae, Poecilidae.
Warunkami sprzyjającymi rozwojowi tej choroby są m.in. rozłożony tlen w wodzie, niski stan pH, wysoki rozkład cząstek organicznych. Osłabienie ryb spowodowane jednostronnym żywieniem, nieodpowiednią temperaturą wody, zbyt dużą obsadą ryb w akwarium (zbiorniku), słabego oświetlenia (niedostateczna ilość promieni ultrafioletowych).
Najczęstszą drogą zakażenia się jest przewód pokarmowy. Resztki pokarmowe i psujące się części padłych ryb są najczęstszą formą zakażenia. Inną, również ważną drogą jest infekcja poprzez zranioną skórę lub poprzez skrzela. Po wejściu do ciała, mycobacterium dostaje się do układu krążenia a następnie tą drogą atakuje inne narządy wewnętrzne.
Nosicielami mycobacterium mogą być oprócz pokarmu, również ślimaki słodkowodne.
Okres inkubacji wynosi około 6 tygodni (zależny od temperatury), przeżywalność prątków na dnie – 4 – 5 dni.

## Rozpoznawanie
Objawy początkowe trudne do rozpoznania. Choroba podobna do objawów posocznicy u ryb lub ichtiosporidiozy. W diagnozie należy również wziąć pod uwagę nokardiozę.
Choroba objawia się utratą apetytu i chudnięciem. Brzuch rozdęty, ogólne osłabienie. Ryby „stojąc" w kącie akwarium bądź między gęstą roślinnością wykonują drgające ruchy płetwą ogonową. Niekiedy zaobserwować można zaburzenia równowagi. Kolory ulegają zmętnieniu, ryby tracą żywą barwę. W niektórych częściach ciała można zaobserwować uszkodzenia i wypadanie łusek, a nawet ubytki skóry. Na skórze mogą pojawić się przekrwienia i otwarte rany. Postrzępione brzegi płetw, ich podstawy bywają czasem przekrwione. Następuje tzw. wytrzeszcz oczu, w następstwie tych zmian mogące powodować ślepotę. Dłuższy okres przebiegu tej choroby prowadzi do ogólnego wyniszczenia i wychudzenia.
W ostrej formie, w badaniu mikroskopowym na powierzchni narządów wewnętrznych (nerki, serce, śledziona, wątroba) widoczne są liczne, szare, drobne guzki (guzełki). W pęcherzu pławnym i jamie ciała zbiera się wysięk zapalny.

## Zwalczanie choroby
Najbardziej skuteczną metodą jest profilaktyka. W hodowli akwariowej zapobiegamy tej chorobie stwarzając optymalne warunki hodowli. Przede wszystkim należy unikać zbyt dużego zagęszczenia ryb. Należy zapewnić rybom właściwe żywienie (pokarm bogaty w witaminy).
Do dezynfekcji stosowany jest podchloryn sodu w ilości 100 – 200 mg/l (12- 24h)
Po dezynfekcji cały akwarium odkazić np. abioseptyna, akryflawina.

## Leczenie
Trudne w leczeniu. Akwarium powinno być zdezynfekowane. Prątek powodujący chorobę wrażliwy jest na antybiotyki. Wszystkie kuracje należy przeprowadzać w oddzielnym akwarium. W leczeniu mykobakteriozy ryb ozdobnych w hodowli akwariowej zalecane są antybiotyki:
- kanamycyna – w dawce 10 mg na 1 l wody (przez 7-10 dni)
- streptomycyna – 10 mg na 1 l wody (7 – 10 dni)
- oksytetracyklina, (terramycyna) – 13 mg czystego antybiotyku na 1 l wody (7-14 dni)
- sulfadimetoksyna

## Zapobieganie
- jakość wody i jej temperatura
- kwarantanna nowych ryb (nawet przez 2—4 tygodnie)
- wrażliwość hodowcy na jakość pokarmu podawanego rybom
- akwaria hodowlane należy stale utrzymywać w dobrym stanie sanitarnym.
- nie doprowadzać do przerybiania zbiorników